# زندگی شیرین است (فیلم ۱۹۹۰)
زندگی شیرین است (به انگلیسی: Life Is Sweet) فیلمی بریتانیایی در سبک کمدی-درام به کارگردانی مایک لی محصول سال ۱۹۹۰ میلادی است.

## داستان
درست در شمال لندن وندی، اندی و دوقلوهای آنها ناتالی و نیکولا زندگی می‌کنند. وندی در یک فروشگاه کار می‌کند و تصمیم می‌گیرد در رستوران جدید یکی از دوستانش پیشخدمت شود و…